# Tasmanoonops dorrigo
Tasmanoonops dorrigo là một loài nhện trong họ Orsolobidae.
Loài này thuộc chi Tasmanoonops. Tasmanoonops dorrigo được Raymond Robert Forster & Norman I. Platnick miêu tả năm 1985.